# Sächsische XII H2
Die Fahrzeuge der Gattung XII {\displaystyle \textstyle {\mathfrak {H}}}2, auch Sächsischer Rollwagen genannt, waren Personenzuglokomotiven der Königlich Sächsischen Staatseisenbahnen (K.Sächs.Sts.E.B.).

## Geschichte
Die Lokomotiven diese Gattung wurden speziell für das hügelige Gelände Sachsens von der Sächsischen Maschinenfabrik vormals Richard Hartmann AG (SMF) in Chemnitz zwischen 1910 und 1927 gebaut. Sie wurden gleichzeitig mit den Schnellzuglokgattungen X H1 und XII H1 konstruiert. 
Zunächst lieferte die SMF bis 1922 von dieser leistungsfähigen und starken Bauart 159 Exemplare. Im Jahr 1927 entstanden weitere 10 Maschinen, so dass in Summe 169 Lokomotiven dieses Typs gebaut worden sind. Die ersten 15 Fahrzeuge besaßen zunächst Schlepptender der Bauart sä 2’2’ T16, sie wurden jedoch später, wie alle nachfolgend gebauten Maschinen, mit größeren Schlepptendern der Bauart sä 2’2’ T21 gekuppelt.
Nach dem Ersten Weltkrieg mussten 25 als Reparationsleistungen an Frankreich abgegeben werden, 10 weitere waren während des Krieges verloren gegangen.
Die Deutsche Reichsbahn übernahm im Jahr 1920 124 Lokomotiven in ihren Bestand. Sie wurden 1925 in die Baureihe 38.2–3 eingeordnet und erhielten die Betriebsnummern 38 201 bis 38 324. Die 1927 gebauten zehn Exemplare stellte die Reichsbahndirektion Dresden mit den Betriebsnummern 38 325 bis 38 334 in Dienst. 
Im Laufe des Zweiten Weltkrieges kamen die nach dem Ersten Weltkrieg an Frankreich abgegebenen Lokomotiven nach Deutschland zurück. Sie wurden bei der RBD Dresden beheimatet. Ab Oktober 1938 stationierte die RBD Dresden zahlreiche Lokomotiven dieser Baureihe in den zu ihrem Verwaltungsbereich gelangten Bahnbetriebswerken im Sudetenland. Nach dem Krieg verblieben davon etwa 61 in der wiedergegründeten Tschechoslowakei. Die ČSD reihten davon zehn in ihren Bestand ein. 
Bei der DR in der SBZ bzw. DDR waren nach dem Zweiten Weltkrieg etwas mehr als 70 Maschinen (mindestens 71) vorhanden. Davon waren etwa 61 einsetzbar, etwa 10 dienten nur noch als Ersatzteilspender. Damit stand der Reichsbahn nur noch etwa die Hälfte des Vorkriegsbestandes zur Verfügung.
Die Lok 38 271 gelangte über Ungarn in den Bestand der Deutschen Bundesbahn, welche sie 1955 ausgemusterte. Fünf vor 1945 aus Frankreich nach Deutschland zurückgekehrte Loks blieben länger in Betrieb und erhielten bei der Deutschen Reichsbahn in den 1950er Jahren die Betriebsnummern 38 204 und 38 351 bis 354. Die letzten Exemplare der Baureihe 38.2 wurden 1971 abgestellt. 

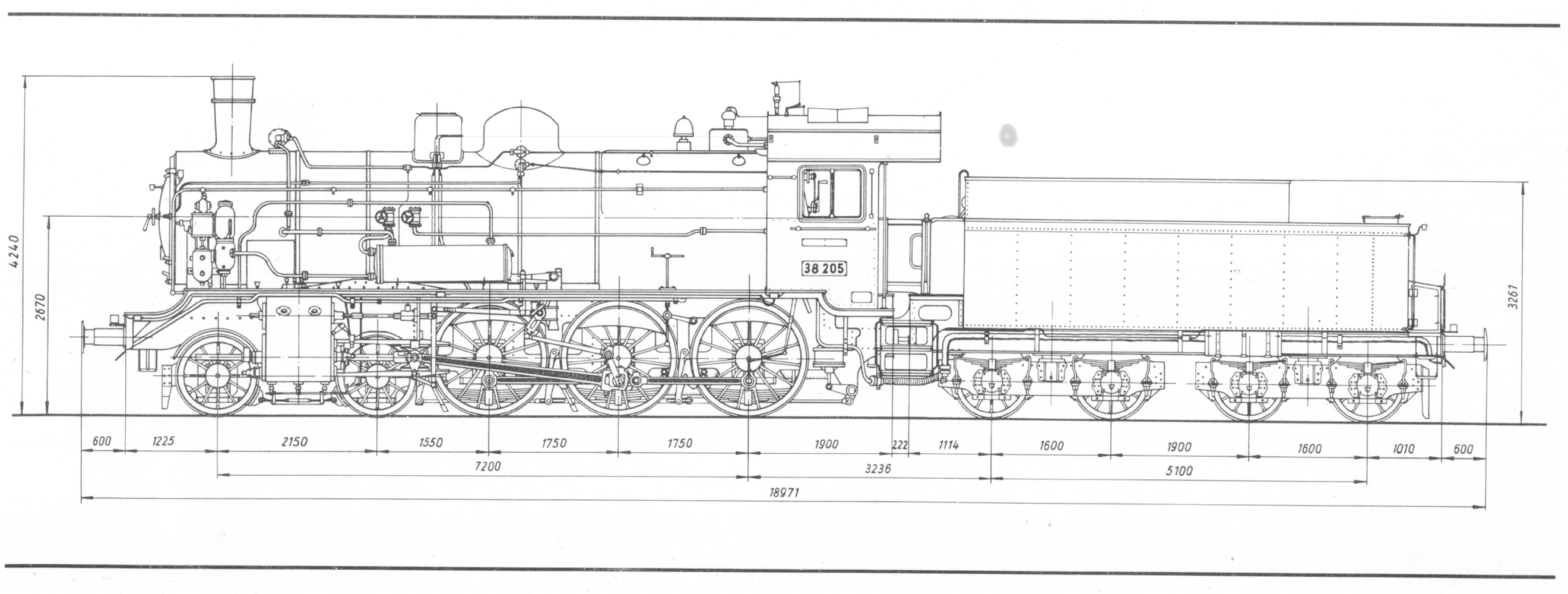
Ausschnitt einer technischen Zeichnung der Dampflokomotive 38 205 der Deutschen Reichsbahn

### Einsatz in Frankreich
Als Reparationen wurden nach dem Ende des Ersten Weltkriegs 25 Lokomotiven dieser Baureihe nach Frankreich gebracht, wo sie die Staatsbahn Chemins de fer de l’État (ETAT) auf ihrem westlich von Paris gelegenen Netz einsetzte. Sie erhielten die Betriebsnummern 230-960 bis 230-984. Neben ihrem für eine 230 in Frankreich ungewöhnlich kleinen Treibraddurchmesser fielen die 1917/18 gebauten 230-965 bis 984 zudem durch den hohen Umlauf und die tief heruntergezogene Schürze auf. Die 1910/11 gebauten 230-960 bis 963 entsprachen eher dem „klassischen“ Bild; die 1916 gebaute 230-964 war ein Zwitter mit Kessel und Führerhaus der moderneren Bauart, aber noch niedrigem Umlauf.
Nach Gründung der SNCF im Jahr 1938 wurden die Maschinen in die Baureihe 230 E eingeordnet und als 230 E 960–984 bezeichnet. Im selben Jahr stellten die SNCF zehn der Maschinen (961–963, 968–70, 972, 974, 979 und 983) in gutem Zustand ab. Die SNCF beabsichtigte, die Loks 364 bis 384 in ihre Region Est (Osten) umzusetzen, was durch den Zweiten Weltkriegs unterblieb. Im Jahr 1942 kamen die verwendbaren 230 E aus dem besetzten Teil Frankreichs nach Deutschland zurück.

### Einsatz in der Tschechoslowakei
Nach dem Anschluss des Sudetenlandes an Deutschland im Oktober 1938 beheimatete die Reichsbahndirektion Dresden einen Teil der Lokomotiven dieser Baureihe in den dortigen Bahnbetriebswerken Böhmisch Leipa, Bodenbach, Aussig, Brüx und Komotau. Später wurde der Bestand in Bodenbach und Komotau konzentriert. Die sächsischen Lokomotiven kamen vor allem vor Personen- und Schnellzügen auf den Strecken Bodenbach–Lobositz (Děčín–Lovosice), Aussig–Komotau (Ústí nad Labem–Chomutov) und Komotau–Eger (Chomutov–Cheb) zum Einsatz.
Nach dem Zweiten Weltkrieg verblieben 61 Lokomotiven auf dem Gebiet der Tschechoslowakei, von denen 10 in den Bestand der Tschechoslowakischen Staatsbahnen (ČSD) eingereiht wurden. Sie wurden als Reihe 365.5 auch weiterhin im Personenzugdienst zwischen Ústí nad Labem und Chomutov verwendet. In Ausnahmefällen kamen sie auch vor den Schnellzügen nach Cheb zum Einsatz. Auch hier hatten sie unter den Personalen den Ruf einer anspruchslosen, leicht zu unterhaltenden und trotzdem leistungsstarken Lokomotive – sie waren beim Lokpersonal beliebt. Aus Gründen der Instandhaltung wurden sie nach 1955 abgestellt, die letzten beiden Maschinen wurden im Jahr 1959 ausgemustert.

## Beheimatungen
Die in Sachsen beheimateten Lokomotiven gehörten u. a. zum Bestand der Bahnbetriebswerke Chemnitz/Karl-Marx-Stadt, Freiberg und Nossen. 
Von 1967 bis 1969/70 waren die Loks 38 268, 269, 288, 325 und 353 in der Rbd Berlin im Bw Ketzin beheimatet und wurden dann dort verschrottet.

## Erhaltene Exemplare
Die erhaltene Museumslokomotive 38 205 ist seit Fristablauf 1998 nicht mehr betriebsfähig. Sie befindet sich im Eigentum des DB-Museums Nürnberg und ist beim Sächsischen Eisenbahnmuseum in Chemnitz-Hilbersdorf als Leihgabe untergestellt.
Im Eigentum des in Dresden ansässigen Vereins „Initiative Sächsische Eisenbahngeschichte e. V.“ befindet sich der Tender einer ehemaligen Ketziner Lok dieser Baureihe. Nach derer Ausmusterung diente er in Berlin als Wasserwagen und gelangte über eine Fahrzeugsammlung in Röbel im Jahr 2013 nach Gera, wo er auf dem Gelände der Eisenbahnwelten hinterstellt ist.